# 序列化
序列化（serialization）在計算機科學的資料處理中，是指將資料結構或物件狀態轉換成可取用格式（例如存成檔案，存於緩衝，或經由網絡中傳送），以留待後續在相同或另一台計算機環境中，能恢復原先狀態的過程。依照序列化格式重新獲取位元組的結果時，可以利用它來產生與原始物件相同語義的副本。對於許多物件，像是使用大量參照的複雜物件，這種序列化重建的過程並不容易。物件導向中的物件序列化，並不概括之前原始物件所關聯的函式。這種過程也稱為物件編組（marshalling）。從一系列位元組提取資料結構的反向操作，是反序列化（也稱為解編組、deserialization、unmarshalling）。
序列化在计算机科学中通常有以下定義：
- 對同步控制而言，表示強制在同一時間內進行單一存取。
- 在數據储存與傳送的部分是指將一個對象存儲至一個儲存媒介，例如檔案或是記憶體緩衝等，或者透過網絡傳送資料時進行編碼的過程，可以是位元組或是XML等格式。而位元組的或XML編碼格式可以還原完全相等的對象。這程序被應用在不同應用程式之間傳送對象，以及伺服器將對象儲存到檔案或資料庫。相反的過程又稱為反序列化。

## 用途
- 經由電信線路傳輸資料的方法（通訊）。
- 儲存資料的方法（在資料庫或硬碟）。
- 遠端程序調用的方法，例如在SOAP中。
- 在以元件為基礎，例如COM，CORBA的軟體工程中，是物件的分散式方法。
- 檢測隨時間資料變動的方法。

為了達成上述功能其一能有效作用，則必須與硬體結構保持獨立性。譬如說為了能最大化分散式的使用，在不同硬體運行的計算機，應該能夠可靠地重建序列化資料流，而不依賴於位元組序。雖然直接複拷記憶體中的資料結構更簡便又快速，可是對於其它不同硬體的機器，卻無法可靠地運作。以獨立於硬體之外的格式來序列化資料結構，要避開位元組序、記憶體佈局、或在不同編程語言中資料結構如何表示等等之類的問題。
對於任何序列化方案的本質來說，因為資料編碼是根據定義連續串在一起的，提取序列化資料結構中的某一部份，則需要從頭到尾讀取整個物件並且重新建構。這樣的資料線性在許多應用中是有利的，因為它使輸出入介面簡單而共同，能被用來保持及傳遞物件的狀態。
要求高效能的應用時，花費精力處理更複雜的非線性儲存系統是有其必要意義的。即使在單一機器上，原始的指針物件也非常脆弱無法保存，因為它們指向的標地可能重新加載到內存中的不同位址。為了處理這個問題，序列化過程包括一個步驟：將參照的直接指針轉換為以名稱或位置的間接參照，稱之為不揮發（unswizzling）或者指針不揮發。反序列化過程則包括了稱為指針旋轉（swizzling）的反向步驟。由於序列化和反序列化可從共通代碼（例如，微軟MFC中的Serialize函數）驅動，所以共通代碼可同時進行兩次，因此，
1. 檢測要序列化的物件與其先前副本之間的差異，
2. 提供下一次這種檢測的輸入。因為差異可以被即時檢測，所以不必再重新建立先前的副本。該技術稱為差異分辨執行。

這技術應用在內容隨時間變化的使用者界面編程中－依照輸入事件來處理圖形物件的產生、移除、更改或製作，而無需編寫另外的代碼執行這些操作。

## 缺点
序列化可能會破解抽象資料型別的封裝實作，而使其詳細內容曝光。簡單的序列化實作可能違反物件導向中私有資料成員需要封裝（encapsulation）的原則。商用軟體的出版商通常會將應用軟體的序列化格式，當作商业秘密，以阻礙競爭對手生產可相容的產品；有些會蓄意地混淆，或甚至將序列化資料作加密處理。然而，互通可用性的要求應用程式能夠理解彼此的序列化格式。因此，像CORBA的遠端方法調用架構詳細定義了它們的序列化格式。許多機構，例如檔案館和圖書館，嘗試將他們的備份檔案－特別是資料庫拋檔（dump），儲存成一些相對具可讀性的序列化格式中，使備份資料不因資訊技術變遷而過時。

## 序列化格式
20世紀80年代初的全錄網絡系統快遞技術影響了第一個廣泛採用的標準。Sun Microsystems在1987年發佈了外部数据表示法（XDR）。90年代後期開始推動標準序列化的協議：XML（可延伸標記式語言）應用於產生人類可讀的文字編碼。資料以這樣的編碼使存續的物件能有效用，無論相對於人是否可閱讀與理解，或與編程語言無關地傳遞給其它資訊系統。它缺點是失去了紮實的編碼位元組流，但截至目前技術上所提供大量的儲存和傳輸容量，使得檔案大小的考量，已不同於早期計算機科學的重視程度。
二進制XML被提議作為一種妥協方式，它不能被純文字編輯器讀取，但比一般XML更為紮實。在二十一世紀的Ajax技術網頁中，XML經常應用於結構化資料在客端和伺服端之間的異步傳輸。相較於XML，JSON是一種輕量級的純文字替代，也常用於網頁應用中的客端－伺服端通訊。JSON肇基於JavaScript語法所衍生，但也廣為其它編程語言所支援。與JSON類似的另一個替代方案是YAML，它包含加強序列化的功能，更“人性化”而且更紮實。這些功能包括標記資料型別，支援非階層式資料結構，縮排結構化資料的選項以及多種形式的純量資料引用的概念。
另一種可讀的序列化格式是属性列表（property list）。應用在NeXTSTEP、GNUstep和macOS Cocoa環境中。
針對於科學使用的大量資料集合，例如氣候，海洋模型和衛星數據，已經開發了特定的二進制序列化標準，例如HDF，netCDF和較舊的GRIB。

## 編程語言支援
一些物件導向的編程語言直接支援物件序列化（或物件歸檔），可藉由語法糖元素或者提供了標準介面。這些編程語言其中有Ruby，Smalltalk，Python，PHP，Objective-C，Delphi，Java 和.NET系列語言。若是缺少原生支援序列化的編程語言，也可使用額外的函式庫來添加功能。

### C/C++
C 和 C++ 沒有提供任何類型的高階序列化構造，但是兩種語言都支援將內建資料型別以及一般的資料結構(struct)輸出為二進制資料。因此，開發人員自己定義序列化函數是顯而易舉的。此外，基於編譯器的解決方案，如用於 C++ 的ODB ORM系統，能夠自動產生類別宣告的序列化源碼，不必修改或僅少量的修改。其它普及的序列化框架是有來自Boost框架的Boost.Serialization，S11n和Cereal等框架。微軟的MFC框架也提供序列化方法，作為其文件視圖(Document-View)架構的部件。

### Java
Java 提供自動序列化，需要以java.io.Serializable接口的实例來標明對象。實作接口將類別標明為“可序列化”，然後Java在內部處理序列化。在Serializable介面上並沒有預先定義序列化的方法，但可序列化類別可任意定義某些特定名稱和簽署的方法，如果這些方法有定義了，可被調用執行序列化/反序列化部份過程。該語言允許開發人員以另一個Externalizable介面，更徹底地實作並覆蓋序列化過程，這個介面包括了保存和恢復物件狀態的兩種特殊方法。
在預設情況下有三個主要原因使物件無法被序列化。其一，在序列化狀態下並不是所有的物件都能獲取到有用的語義。例如，Thread物件綁定到當前Java虛擬機的狀態，對Thread物件狀態的反序列化環境來說，沒有意義。其二，物件的序列化狀態構成其類別相容性締結（compatibility contract）的某一部份。在維護可序列化類別之間的相容性時，需要額外的精力和考量。所以，使類別可序列化需要慎重的設計決策而非預設情況。其三，序列化允許存取類別的永久私有成員，包含敏感資訊（例如，密碼）的類別不應該是可序列化的，也不能外部化。上述三種情形，必須實作Serializable介面來存取Java內部的序列化機制。標準的編碼方法將欄位簡單轉換為位元組流。
原生型別以及永久和非靜態的物件參照，會被編碼到位元組流之中。序列化物件參照的每個物件，若其中未標明為transient的欄位，也必須被序列化；如果整個過程中，參照到的任何永久物件不能序列化，則這個過程會失敗。開發人員可將物件標記為暫時的，或針對物件重新定義的序列化，來影響序列化的處理過程，以截斷參照圖的某些部份而不序列化。Java並不使用構造函數來序列化對象。
由JDBC也可對Java物件進行序列化，並將其儲存到資料庫中。雖然Swing元件的確实例化了Serializable接口，但它們不能移植到有版本差異的Java虛擬機之間。因此，Swing元件或任何繼承它的元件可以序列化為位元組陣列，但不能保證這個倉存在另一台機器上可讀取。

### Perl
由CPAN所提供的幾個Perl模組提供序列化機制，包括了Storable，JSON::XS和FreezeThaw。
Storable包括將檔案或Perl純量的資料結構，將其序列化和反序列化的功能。除了直接序列化到檔案之外，Storable
還包含了凍結功能，將包裝為純量的資料，返回其序列化的副本；並可用thaw(解凍)這個純量來反序列化。這對於以網路插座（socket）發送複雜的資料結構，或將其儲存於資料庫中非常有用。
當利用Storable對結構進行序列化時，具備了網路安全性的功能，它們以降低一點效能的成本，將資料儲存為任何計算機可讀取的格式。這些功能的名稱有nstore，nfreeze等。依硬體特定的，帶字母“n”函數所序列化的這些結構，則以沒有字母“n”的函數將之反序列化－常態地解凍並擷取反序列化結構。

### PHP
PHP最初通過內建的serialize()和unserialize()函數來實作序列化。PHP可以序列化任何其它資料類型，除了資源（檔案指針，socket等）以外。對不受信任的資料上使用內建的unserialize()函數時，通常是有風險的。對於物件有兩種“魔術方法”，__sleep()和__wakeup()，可以在類別中實作。而會分別從serialize()和unserialize()中呼叫，對應於清理和恢復物件的功能。例如，在序列化時可能需要關閉資料庫連線，並在反序列化時恢復連線；這個功能可在這兩種魔術方法中處理。它們也允許物件選擇哪些屬性可被序列化。從PHP 5.1開始有物件導向的序列化機制，即為Serializable介面。

### Python
Python編程核心的序列化機制是pickle標準函式庫，這名稱暗示資料庫相關的特別術語“浸漬”，來描述資料反序列化（unpickling for deserializing）。Pickle 使用一個簡單的基於堆疊的虛擬機來記錄用於重建物件的指令。這是個跨版本並可自訂定義的序列化格式，但並不安全（不能防止錯誤或惡意資料）。錯誤格式或蓄意構建的資料，可能導致序列反解器匯入任意模組，而且實例化任何物件。
這個函式庫有另外包括序列化為標準資料格式的模組：json（內置的基本純量與集合型別支援，且能夠通過編解碼支援任何型別）和XML編碼的屬性列表（plistlib），限於plist支援的類型（數字，字串，布林，元組，串列，字典，日期時間和二進制blob）。最後，建議在正確的環境中評估物件的__repr__，使其和Common Lisp的打印物件大略地相符合。並非所有物件類型可以自動浸漬，特別是那些擁有操作系統資源（如檔案把柄）的，但開發人員能註冊自訂定義的“縮減”和構造功能，來支援任何型別的浸漬和序列化。
Pickle最初是純粹以Python編程語言來實作的模組，但在Python 3之前的版本中，cPickle模組（也是內建的）提供了更快速的性能。cPickle從Unladen Swallow專案改造而成。在Python 3中，開發人員應該導入標準版本，該版本會嘗試導入加速版本並返回純Python版本。

### .NET Framework
.NET框架有幾個由微軟設計的序列化器。第三方協力廠商也有許多序列化器。

### Delphi
Delphi提供將元件（也稱為持續物件）序列化的內建機制，完全與開發環境整合。元件的內容會被保存在DFM檔案中，並即時重新加載。

### OCaml
OCaml的標準函式庫提供Marshal模組和Pervasives函數，output_value和input_value用於編組。雖然OCaml編程是靜態類型檢查的，但Marshal模組的使用可能會破壞型別保證，因為沒有方法能檢查反序列的流，是否代表期望型別的物件。OCaml中的函數或含有函數的資料結構（例如帶有方法的物件），由於其中的執行碼不可以在相異程式之間傳輸，所以難以將函數編組。（有一個旗標可標示函數代碼的位置，但只能在完全相同的程序中解組）。標準編組功能可以配置一個旗標，來共享和循環資料的處理。

### Smalltalk
通常，非遞迴和非共享的物件能利用storeOn:/readFrom:協議，以人類可讀的形式來儲存和擷取。storeOn:方法產生一個Smalltalk表達式原文，而以readFrom:評估時：重新建立原始物件。這方案特殊之處在於它利用物件的程序描述，而不是資料本身。因此它非常有彈性，允許更緊密的表示類別定義。不過在其原始形式中，它不處理循環的資料結構，也不保留共享參照的識別（即兩個參照對應到單一物件，將被恢復為兩個相等的參照，但這兩份是不同的副本）。
為此，存在各種可攜和非可攜式的代替方案。其中一些屬於特定的Smalltalk實作或是類別館。在Squeak Smalltalk中有幾種方法可以序列化和儲存物件。最簡單和最常用的是storeOn:/readFrom:，和根基於SmartRefStream二進制儲存格式的序列化程序。此外對於包裹物件，可以用ImageSegments來儲存和擷取。兩者都提供了所謂的“二進制物件倉存框架”，可對緊密二的進制形式執行序列化和擷取。兩者都處理循環的、遞迴的和共享的結構，儲存/擷取類別和父類別資訊，並且包括用於“即時”遷移物件的機制（將舊版編寫的實例，依照不同物件佈局轉換成類別）。
這些API（storeBinary/readBinary）雖然彼此相似，但編碼細節是不同的，使得這兩種格式並不相容。而Smalltalk/X是自由開放源碼的，能被加載到其它Smalltalks方言中，允許它們之間能互相交換。物件序列化並非ANSI Smalltalk規範的一部份。因此，序列化物件的代碼因Smalltalk實作而異，所得到的二進制資料也不同。例如在Ambrai中就無法恢復在Squeak中所建立的序列化物件。所以，不同Smalltalk實作的各種應用程式，無法在不同實作之間共享資料。這些應用程式包括MinneStore物件資料庫和一些RPC包。這個問題的解決方案是SIXX，它是一個使用XML格式進行序列化的Smalltalks的軟體包。